# Dipseudopsis modesta
Dipseudopsis modesta là một loài Trichoptera trong họ Dipseudopsidae. Loài này có ở Afrotropisch và miền Ấn Độ - Mã Lai.